# أساطير يابانية

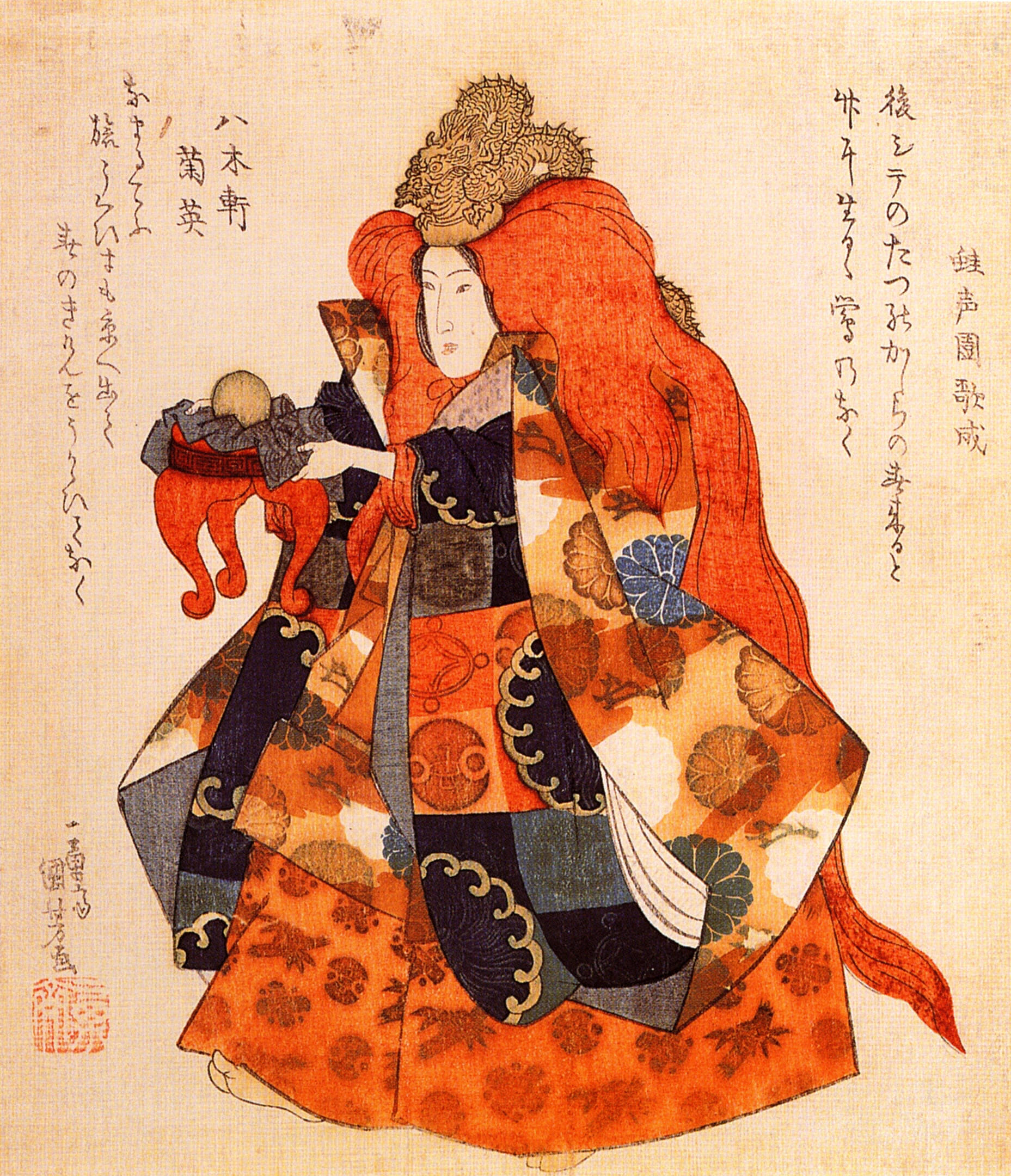
إحدى بنات الملك التنين التي تعيش في قاع البحر آنذاك

تتضمن الأساطير اليابانية تقاليد شنتو (Shinto) والبوذية بجانب الديانة الشعبية القائمة على الزراعة. تضم مجموعة آلهة شنتو عددًا لا يحصى من كامي (kami) اليابانية لـ"الآلهة أو الأرواح. لن يناقش هذا المقال إلا العناصر المثالية الموجودة في ميثولوجيا آسيا، مثل الكسموجوني (cosmogony)، والآلهة المهمة والقصص اليابانية الشهيرة.
تقوم الأساطير اليابانية، مثل المعترف بها في التيار السائد هذه الآونة على كوجيكي (Kojiki) ونيهون شوكي (Nihon Shoki) وبعض الكتب التكميلية. تعد كوجيكي، أو «سجلات القضايا القديمة»، أقدم سجلات الأساطير والخرافات والتاريخ الياباني الذين كتب لهم البقاء. يصف  شينتوشو (Shintōshū) أصل الآلهة اليابانية القديمة من المنظور البوذي، بينما يسجل هوستوما تيسيتا (Hotsuma Tsutae) نسخة مختلفة من الأساطير إلى حد كبير.
من إحدى المميزات البارزة للأساطير اليابانية تفسيرها لأصل الأسرة الإمبراطورية التي استخدمت على مر التاريخ لتعيين الألوهية للجانب الإمبراطور. يعني اللقب اليابان، تينو (tennō) لإمبراطور اليابان (天皇)، «السيادة السماوية».

## خلق الكون

### أصول اليابان والكامي

#### كونيومي وكاميومي
يمكن تقسيم قصة الخلق اليابانية إلى جزئين: ولادة الآلهة (كاميومي)، وولادة الأرض (كونيومي). يبدأ مولد الآلهة مع ظهور أول جيل من الآلهة نشأ من النفط الأولي، وهم ثلاثة آلهة أنشؤوا سبيع أجيال إلهية. وفي آخر الأمر وُلد إيزاناغي وإيزانامي، وهما أخوان، استخدم إيزاناغي ناغيناتة (وهو اسم سلاح) مرصعة بالجواهر تسمّى آم-نو-نوبوكو (الحربة المجوهرة السماوية) كانت قد أهديت إليه وإلى أخيه فخلق بها أول جزائر أرخبيل اليابان من خلال غمسها في المياه الأولية. أوّل المؤرخون أساطير خلق إيزاناغي للجزيرة الأولى، وهي أونوغورو، على أنه مثال مبكر عن مركزية القضيب (الممثل بالرمح أو الحربة) في الأساطير اليابانية.
تضم أساطير الخلق اليابانية الأولى بالعموم مواضيع مثل الموت والفساد والخسارة وقتل الطفل والنجاسة. تُولي أساطير الخلق أهمية كبيرة للتطهير ونظام الاحتفالات، والمذكَّر. ومن هذا: أن المولود الأول لإيزاناغي وإيزانامي بعد أن أقاما حفل اتحاد، ولد بلا أطراف ولا عظام، فنبذه أبواه فأرسلاه على قارب في البحر. وعندما سأل إيزاناغي وإيزانامي الآلهة الكبيرة عن سبب ولادة ابنهما بلا عظام ولا أطراف، قالت الآلهة إنهما لم يقيما حفل الاتحاد على الصحيح، إذ إن الذكر يجب أن يتكلم دائمًا قبل الأنثى. وما إن اتبعا رأي الآلهة الكبيرة حتى وُلد لهما أولادًا كثيرًا، منهم جزائر أرخبيل اليابان. ومن ولدهما: أوياشيما، أو الجزائر التسع اليابانية العظيمة: أواجي وإيو وأوكي وتسوكوشي وإيكي وتسوشيما وسادو وياماتو. وكان آخر ولد إيزانامي إله النار، كاغوتاتشي (تجلّي النار)، وهو الذي قتلتها ألسنة لهبه، فقتله أبوه إيزاناغي من شدة حزنه عليها. ولمّا صار جسد الطفل جثّة، نشأ عنه آلهة أكثر. ثم دُفنت إيزانامي في جبل هيبا، بين المحافظتين القديمتين إيزومو وهوكي، قرب ياسوغي في محافظة شيمان.
لاحظ علماء الأساطير اليابانية سمات سفاحية (من سفاح القربى) في أسطورة الخلق، تتمثل في الكوجيكي، وكان أول عالم كتب عن إيزاناغي وإيزانامي بوصفهما أخوين هو أوكا ماساو. يُشار إلى إيزانامي في الكوجيكي على أنها إيمو (وتعني الزوجة، كما تعني الأخت الصغرى) إيزاناغي، لذا يناقش بعض الباحثين أنهما أخوان. أما هاتوري أساكي، فقال إن ماساو كان مخطئًا لأنه أقام حجته على أسطورة أخرى عن بشرٍ جرى بينهم سفاح قربى بسبب طوفان عمّ الأرض وأفنى بني البشر. وخلاصة قول أساكي أن الأسطورة التي أقام عليها ماساو حجته عليها مختلفة جدا عن أصل أسطورة إيزاناغي وإيزانامي. وفي المانيوشو، يشير الكاتب كذلك إلى إيزانامي بوصفها إيمو، وهو ما يوحي بأن الكاتب بعتقد أن إيزانامي أخت إيزاناغي. ومع أن العلماء يختلفون في شأن علاقات إيزانامي وإيزاناغي، فإن ابنيهما الإلهين أمانيراسز وسوزانو، كانا أخوين وجرى بينهما سفاح ووُلد لهما أولاد، وكان هذا قبل تنجيس سوزانو لبيت أماتيراسو الذي أدّى بها إلى الاختفاء في كهف. ومن الخصائص الفريدة في الأساطير اليابانية: احتواؤها على تفاصيل صوريّة، منها صور فظيعة ومقرفة ما زالت تعدّ اليوم محرّمة في المجتمع الياباني، وقد ربطتها تراثات ثقافية كثيرة بالطهارة والنظافة.

#### يومي
بعد موت إيزانامي، تبدأ جهود إيزاناغي ليحررها من يومي، وهو العالم السفلي الموصوف في الأساطير اليابانية، وتشرح هذه الأسطورة أصول دائرة الموت والولادة. لم يزل إيزاناغي حزينًا بعد قتله لابنه كاغوتسوتشي، لذا تكلّف بمهمّة إيجاد طريقة يرجع بها إيزانامي من عالم الموتى. وبعد أن وجدها، أمرته ألا ينظر إليها وهي تطلب الإذن بترك يومي، فعصى أمرها. استعمل إيزاناغي شعرها لينشئ لهبًا، وعندما تأمل جسمها المتعفن المملوء بالدود، هرب من خوفه وقرفه. أحسّت إيزانامي بالخيانة، وحاولت أن تلحق به وتقبض عليه، ولكنه هرب وجعل وراءه عقبات ليمنع قبيلة زوجته شيكوم من الوصول إليه، واستعمل في هذا الخوخ ليخيفهم. تضم أسطورة رحلة إيزاناغي إلى يومي أشياء كثيرة عن الطعام، فقد خلق عناقيد العنب من أجل تشتيت قبيلة شيكوم التي توقفت لتأكل منها، وهو ما أعطاه الوقت ليهرب. وبورك بعد هذا في الخوخ الذي استعمله من أجل إيقاف شيكوم، ويظهر الخوخ في كثير من الأساطير اليابانية، لا سيما في قصة موموتارو فتى الخوخ.

#### الشمس والقمر والريح
في الأساطير اليابانية قصص عن أصول الشمس والقمر، وهي مرتبطة برجوع إيزاناغي من يومي. بعد أن قضى كل هذا الوقت في يومي، طهّر إيزانامي نفسه في حفل تطهر. وعندما كان يتطهر، سقطت المياه والحبال من جسمه وأنشأت آلهة كثيرة. لم تزل شعائر التطهر تقاليد تراثية مهمة في اليابان اليوم، من تظام الأحذية في البيوت إلى احتفالات التطهير في مصارعة السومو. وُلدت أماتيراسو، إلهة الشمس، والسلف الإلهي للملك الأول جيمو، من عين إيزاناغي. أما إله القمر وسوزانو إله العواصف فوُلدا مع أماتيراسو عندما غسل إيزاناغي وجهه.
تضجّ الأساطير المرتبطة بالشمس والقمر والريح بالصراع والنزاع. تفسّر صراعات إلهة الشمس وأخيها إله القمر في الأسطورة اليابانية، سبب عدم وجودهما في وقت واحد في السماء، إن نفور بعضهما من بعض والكراهية بينهما تجعل أحدهما يهرب من الآخر. هذا، وصراعات إلهة الشمس وإله العواصف أيضًا شديدة ودموية. تصف عدة روايات متنوعة مزاج سوزانو الغاضب في بيت أماتيراسو، وتصف أفعاله المقرفة والوحشية (من تلطيخ وجوهه في جدران بيتها إلى سلخ جلد حصانها حيًّا ورميه فوق خادمها لقتله) ولكن في هذه الرواية بالذات، تخيف أفعال سوزانو أماتيراسو فتختبئ في كهف. ولم يستطع إخراج أماتيراسو من كهفها إلا جهود الكامي المشتركة والرقصة الشهوانية لإلهة تدعى آم نو أوزام. كانت آم نو أوزام تصف نفسها وتغري بنفسها وهي ترقص، وهو ما أثار ضجة جعلت أماتيراسو تختلس النظر من كهفها. تعد أسطورة دخول أماتيراسو في كهف وخروجها منه واحدة من أكثر الصور أيقونية واختصاصًا بالأساطير اليابانية.
أهمية إلهة الشمس أماتيراسو في الأساطير اليابانية مزدوجة. فهي الشمس، وهي من أحب أبناء إيزاناغي إليه، وهي فوق هذا سلفٌ للسلالة المكية اليابانية، حسب الأسطورة. كان لمكانتها إلهةً للشمس آثار في الأسرة الملكية، ويبدو أن دولة ياماتو استفادت من الأسطورة عندما تعاملت مع التأثيرات الكورية لأن الكوريين أيضًا عندهم أساطير عن سلف إلهيّ شمسي للسلالة الملكية الكورية.